# Fernando Tani
Fernando Tani (Livorno, 13 aprile 1941 – Livorno, 16 ottobre 2019) è stato un arbitro di calcio italiano.

## Biografia
Diplomato in chimica industriale, svolse l'attività di Informatore medico-scientifico del farmaco. Sposato, era padre di due figli.

## Carriera sportiva
Iniziò la carriera arbitrale nel 1964. Nel 1970 venne promosso alla CAD.
Fu inserito nell'organico arbitrale della CAN per la Serie A e B tra il 1975 e il 1982. La prima gara diretta in Serie B fu Taranto-Pescara del 9 maggio 1976 (terminata 0-0). L'unica gara diretta in Serie A fu Milan-Pescara del 4 maggio 1980 (terminata 3-1 per i rossoneri). Nel 1980 vinse il premio Fischietto d'argento, assegnato per il miglior arbitro esordiente in Serie A dalla Polisportiva Pulcini Cascina.
In totale ha diretto 63 incontri della serie cadetta, oltre all'unico incontro della massima serie. Diresse, inoltre, 77 gare in Serie C, e 10 in Coppa Italia. Arbitrò la finale per il terzo posto in un'edizione del Torneo di Viareggio.
Nello stesso periodo fu assistente arbitrale in 12 partite internazionali in Coppa dei Campioni, Coppa Uefa, Coppa delle Coppe e Mitropa Cup, oltre che partite tra rappresentative nazionali. L'esordio internazionale era avvenuto a Fiume, al fianco di Paolo Bergamo, suo collega di sezione, in Rijeka-Wrexham, gara valida per l'andata del primo turno della Coppa delle Coppe 1978-1979.
Terminata la carriera di arbitro, venne nominato presidente della sezione di Livorno dell'AIA nel 1984, carica che mantenne fino al 1992. Nel 1986 divenne osservatore per l'associazione arbitrale, ruolo che svolse tra il 1986 e il 1996. In seguito, nel 2000, svolse anche la funzione di commissario straordinario per la sezione di Grosseto. Fu membro della Commissione regionale arbitrale tra il 1998 e il 2002, e tre il 2006 e il 2010.
Nel 1998 ricevette la Stella al merito sportivo.